# Vadim Tchekmazov
Pour les articles homonymes, voir Vadim.
Vadím Grigórievitch Tchekmázov (en russe : Вади́м Григо́рьевич Чекма́зов), né le 4 avril 1930 à Moscou et décédé le 10 mai 2001 à Moscou, est un diplomate soviétique et russe, ambassadeur de l'URSS et de la fédération de Russie en Équateur de 1986 à 1992.

## Biographie
Il est né à Moscou, fils de Grigóriy Petróvitch Tchekmázov et de Klávdia Filíppovna Artémenko. Diplômé en droit international de l'Institut d'État des relations internationales du ministère des Affaires étrangères de l'URSS il a complété ses études à l’Académie diplomatique du ministère des Affaires étrangères de l’URSS. Il est entré en 1953 dans la carrière diplomatique. Il a été affecté dans la représentation diplomatique soviétique en Uruguay (1954-1957). Consul de l’Ambassade de l’URSS à Cuba (1960-1963). Conseiller et Ministre Conseiller, Ministre plénipotentiaire de l’Ambassade de l’URSS en Argentine (1969-1975). Ministre conseiller, Ministre plénipotentiaire de l’Ambassade de l’URSS en Angola (1976-1980). Sous-Directeur du Département de l’Amérique latine au Ministère des affaires étrangères de l’Union soviétique (1981-1986). Ambassadeur extraordinaire et plénipotentiaire de l’URSS et de la Russie en Equateur (1986-1992). 
Il se marie le 3 novembre 1953 à Moscou avec Nina Serguéïevna Samsónova, née à Moscou le 27 mars 1931, décédée le 13 juin 2015 à Moscou, fille de Sergueï Nikolaïevitch Samsónov et de Maria Porfirievna Nekrássova. Ils ont eu deux enfants.

## Rang diplomatique
Vadim Tchekmazov a le rang diplomatique d'ambassadeur plénipotentiaire et extraordinaire (1er novembre 1990).

## Décorations
- Médaille pour la Défense de Moscou (30 novembre 1946)
- Ordre du Drapeau rouge du Travail (3 avril 1980)
- Commandeur de la Grande Croix de l’Ordre du Mérite National (es) de la République d’Equateur

## Littérature
- "Dictionnaire Diplomatique", sous la rédaction de A. Gromyko, A. Kovalev, P. Sevostianov, S. Tikhvinsky en 3 tomes, Éditions "Nauka", Moscou, 1985-1986, tome 3, page 640.